# Irpacaenis
Irpacaenis is een geslacht van haften (Ephemeroptera) uit de familie Caenidae.

## Soorten
Het geslacht Irpacaenis omvat de volgende soorten:
- Irpacaenis coolooli
- Irpacaenis deani
- Irpacaenis kaapi